# Született boszorkányok
A Született boszorkányok (eredeti cím: Witches of East End) egy amerikai televíziós sorozat, amely Melissa De La Cruz azonos című könyve alapján készült. A sorozat premierje a Lifetime csatornán volt 2013. október 6-án. Egy képzeletbeli városban, East Endben játszódik, és egy boszorkánycsalád – Joanna Beauchamp (Julia Ormond), két felnőtt lánya, Freya Beauchamp (Jenna Dewan) és Ingrid Beauchamp (Rachel Boston) valamint nővére, Wendy Beauchamp (Mädchen Amick) – életét követi.                                                                                                                                      
2013. november 22-én a Lifetime megvásárolta a Született boszorkányok második évadát is, így újabb 13 részt mutattak be, az új évad premierje 2014. július 6-án volt. 2014. november 4-én azonban a nézettség csökkenése miatt a második évad közepén félbehagyták a sorozatot. Az évad finálé-t 2014. október 5-én adták.
Magyarországon a Filmcafé mutatta be 2015. május 18-án, majd július 27-től folytatták a második évaddal.

## Cselekmény
Julia Ormond alakítja a főszereplő boszorkányt, Joannát, Freya Beauchamp (Jenna Dewan Tatum) és Ingrid Beauchamp (Rachel Boston) anyját. Vendégszereplő Mädchen Amick, mint Joanna csintalan boszorkány nővére, Wendy Beauchamp. A sorozat a könyvön alapul, azzal az egy változtatással, hogy Freya és Ingrid kezdetben nincsenek tisztában a mágikus erejükkel.

## Szereplők
| Szereplő            | Színész           | Magyar hang        |
| ------------------- | ----------------- | ------------------ |
| Joanna Beauchamp    | Julia Ormond      | Nagy-Kálózy Eszter |
| Wendy Beauchamp     | Mädchen Amick     | Nyírő Beáta        |
| Freya Beauchamp     | Jenna Dewan       | Tarr Judit         |
| Ingrid Beauchamp    | Rachel Boston     | Bognár Anna        |
| Killian Gardiner    | Daniel Di Tomasso | Szabó Máté         |
| Dash Gardiner       | Eric Winter       | Posta Victor       |
| Frederick Beauchamp | Christian Cooke   |                    |

## Epizódok
| Évad | Évad | Epizódok | Eredeti sugárzás | Eredeti sugárzás   | Magyar sugárzás  | Magyar sugárzás   |
| Évad | Évad | Epizódok | Évadpremier      | Évadfinálé         | Évadpremier      | Évadfinálé        |
| ---- | ---- | -------- | ---------------- | ------------------ | ---------------- | ----------------- |
|      | 1    | 10       | 2013. október 6. | 2013. december 15. | 2015. május 18.  | 2015. július 20.  |
|      | 2    | 13       | 2014. július 6.  | 2014. október 5.   | 2015. július 27. | 2015. október 19. |